# 施浪诏
施浪诏（？～794年），唐朝前期云南的一个部落，六诏之一。在今云南洱源县青索，位于六诏东北。唐朝设置舍利州，以施浪诏王世袭舍利州刺史。施浪诏王施望欠，住在矣苴和城。他后来与咩罗皮合攻南诏，不胜，更被南诏进兵威胁，施望欠与族人逃到永昌（今云南保山），把女儿献上南诏王乞和。施望千是上任王施望欠之弟，望欠被南诏击败后，望千逃到吐蕃，被吐蕃立为诏（王），在剑川建立根据地，有众数万人，死后由儿子千旁罗颠继位。施浪诏后来被南诏灭亡，千旁罗颠逃到泸北，有子孙在吐蕃。
《新唐书》称千旁罗颠是望千（施望千）之子，而《蛮书》则无千旁罗颠此人，书中记载施浪诏末代王为傍罗颠，是千傍之子、施望千之孙；千傍是施望千之子，末代王傍罗颠之父。

## 诏（首领）
| 姓名     |
| -------- |
| 施望欠   |
| 施望千   |
| 千旁羅顛 |

## 延伸阅读
[在维基数据编辑]
 《新唐書/卷222中》，出自《新唐書》